# ロジャー・アダムス賞
ロジャー・アダムス賞（The Roger Adams Award）は、アメリカ化学会 (ACS) が隔年で授与する化学の賞。有機化学における卓越した業績に対して贈られる。アメリカ合衆国の化学者ロジャー・アダムスの名を冠して創設された。
1959年に設立され、賞金は25,000ドル。

## 受賞者
- 1959年 デレック・バートン
- 1961年 ロバート・バーンズ・ウッドワード
- 1963年 Paul Doughty Bartlett
- 1965年 Arthur C. Cope
- 1967年 ジョン・D・ロバーツ
- 1969年 ウラジミール・プレローグ
- 1971年 ハーバート・ブラウン
- 1973年 ゲオルク・ウィッティヒ
- 1975年 ロルフ・フーズゲン
- 1977年 William Summer Johnson
- 1979年 Melvin Spencer Newman
- 1981年 Nelson Jordan Leonard
- 1983年 Alan R. Battersby
- 1985年 ドナルド・クラム
- 1987年 Jerome Abraham Berson
- 1989年 ジョージ・オラー
- 1991年 ギルバート・ストーク
- 1993年 イライアス・コーリー
- 1995年 バリー・トロスト
- 1997年 バリー・シャープレス
- 1999年 ディーター・ゼーバッハ
- 2001年 野依良治
- 2003年 アルバート・エッシェンモーザー
- 2005年 Jerrold Meinwald
- 2007年 サミュエル・ダニシェフスキー
- 2009年 Andrew Streitwieser
- 2011年 ロバート・グラブス
- 2013年 デヴィッド・エヴァンス
- 2015年 Larry E. Overman
- 2017年 山本尚
- 2019年 ステファン・バックワルド
- 2021年 Kendall Houk
- 2023年 キャロライン・ベルトッツィ
- 2025年 エリック・ジェイコブセン